# Halysidota antiphola
Halysidota antiphola är en fjärilsart som beskrevs av Walsh 1864. Halysidota antiphola ingår i släktet Halysidota och familjen björnspinnare. Inga underarter finns listade i Catalogue of Life.